# Newgate-Gefängnis

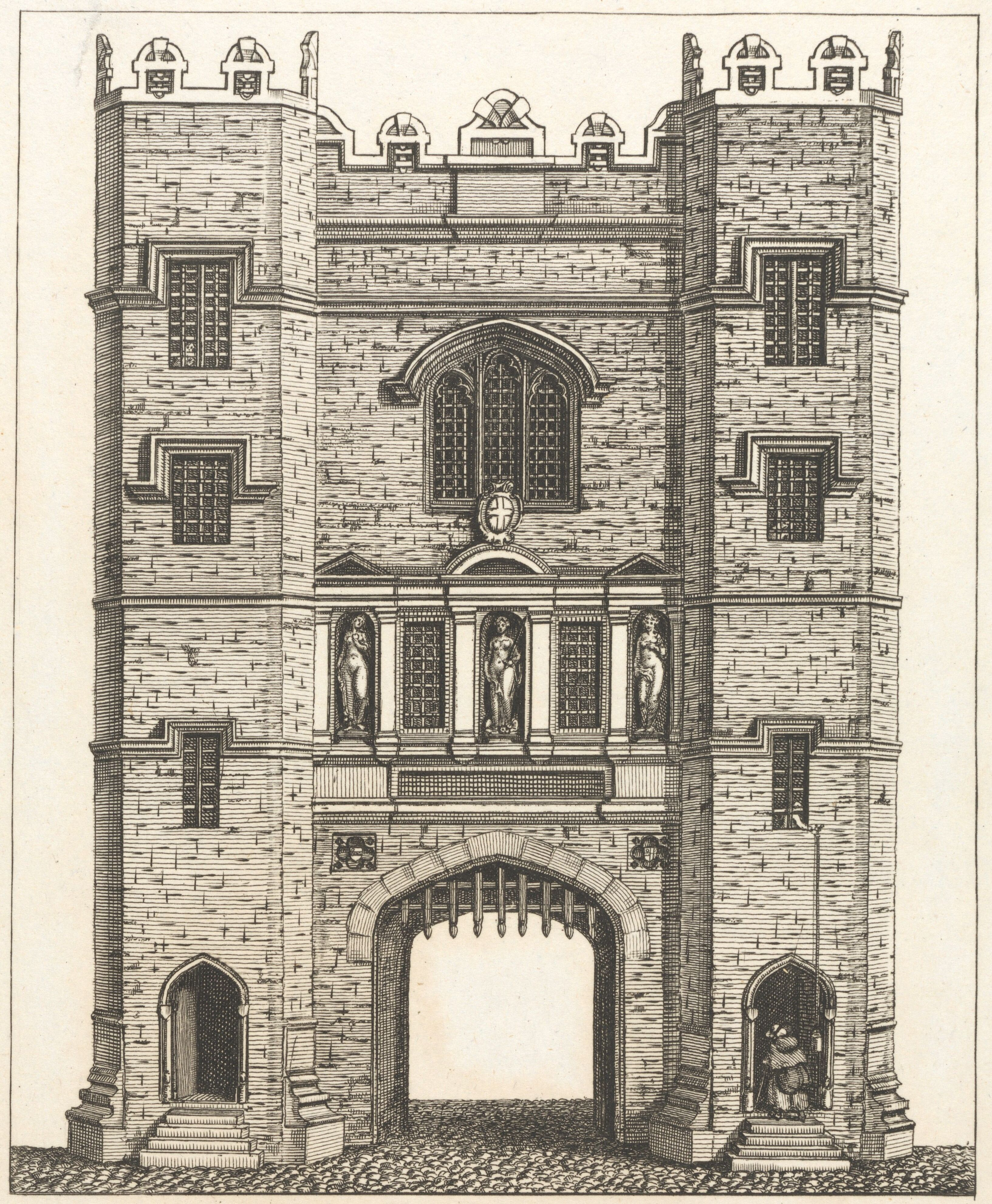
Das alte Newgate-Gefängnis, das im 18. Jahrhundert durch einen Neubau ersetzt wurde.

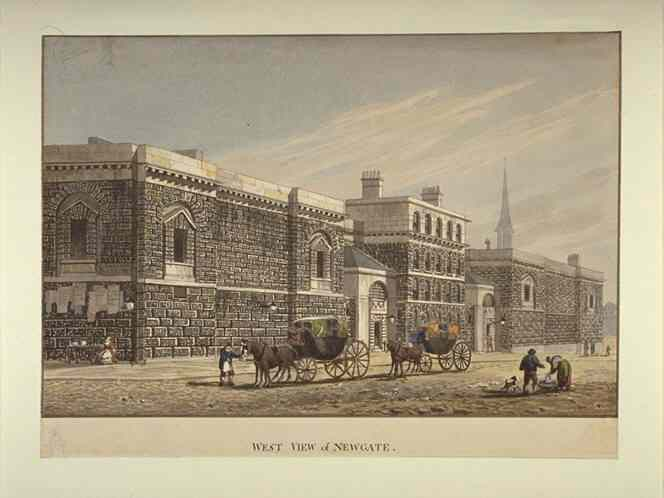
Das zweite Newgate-Gefängnis in einem Stich des 19. Jahrhunderts: Blick von Westen auf Newgate von George Shepherd.

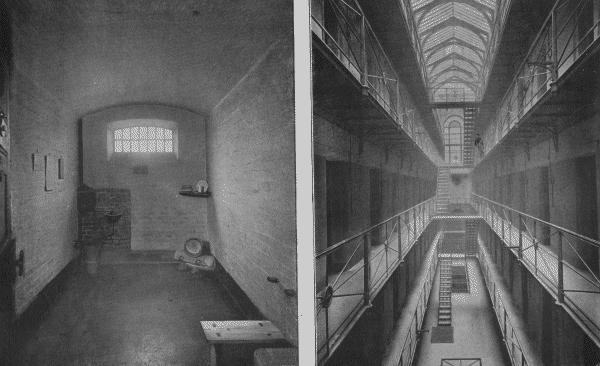
Eine Zelle und Galerien in Newgate im Jahre 1896

Das Newgate-Gefängnis (engl.: Newgate Prison) in London galt als eine der berüchtigtsten Haftanstalten in der Geschichte Englands. Es bestand über siebenhundert Jahre und wurde 1904 abgerissen.

## Geschichte
Das Gefängnis wurde 1188 beim Stadttor Newgate im Auftrag von König Heinrich II. errichtet und 1236 erheblich vergrößert. Es diente verschiedenen Zwecken, so auch zur Inhaftierung von Verurteilten, die auf den Vollzug der Todesstrafe warteten. Dabei war die Ausbruchsicherheit nicht immer gewährleistet. 1255 gelang es dem Häftling John Offrem, welcher wegen Mordes an einem Prior einsaß, zu fliehen. König Heinrich III. war darüber so erbost, dass er die verantwortlichen Sheriffs in den Tower werfen ließ und über die Stadt eine Strafe von 3.000 Mark (etwa 4.000 Pfund Sterling) verhängte. Dem Räuber Jack Sheppard gelang es, dreimal aus Newgate zu entweichen, bevor er 1724 den Gang zum Galgen antreten musste.
Das alte Gefängnis wurde schließlich abgerissen, damit zwischen 1770 und 1778 ein neues mit einer abschreckenden Fassade aus roh behauenem Mauerwerk – entworfen vom Architekten George Dance d. J. (1741–1825) – errichtet werden konnte. Bereits im Jahr 1780 wurde es jedoch schon während der Gordon-Unruhen von Aufständischen angegriffen und in Brand gesteckt. Viele Gefangene starben in den Flammen, und etwa 300 konnten zeitweilig entfliehen. Zwei Jahre später wurde Newgate wieder umgebaut.
1783 wurden die Londoner Galgen von Tyburn zum Außengelände von Newgate verbracht. Das Spektakel der Hinrichtungen zog stets große Zuschauermassen an.
Die Sozialreformerin Elizabeth Fry (1780–1845) protestierte ab 1813 gegen die unmenschlichen Haftbedingungen in Newgate und forderte Verbesserungen, die allerdings nur sehr allmählich durchgesetzt werden konnten. Erst 1858 wurde das Innere mit einzelnen Zellen ausgestattet.
Ab 1868 wurden Hinrichtungen innerhalb der Gefängnismauern von Newgate durchgeführt. 1902 wurde das Gefängnis geschlossen und 1904 abgerissen. Heute steht auf dem Grundstück der Strafgerichtshof Old Bailey.

## Berühmte Häftlinge
- Owain ap Maredudd ap Tudur, in die englische Geschichte unter dem anglizierten Namen Owen Tudor eingegangen (* ca. 1400; hingerichtet 1461 in Hereford während der englischen Rosenkriege), war der Stammvater des Hauses Tudor. Er war ein walisischer Soldat und Höfling, der heimlich die Witwe des englischen Königs Heinrich V., Katharina von Valois, heiratete und damit eine Rolle bei der Gründung der Tudor-Dynastie hatte. Erst mit ihrem Tod 1437 wurde die Heirat bekannt. Owen Tudor wurde im Newgate-Gefängnis inhaftiert, konnte aber bald unter nicht ganz geklärten Umständen entkommen.
- Oliver Plunkett (1625–1681), Erzbischof von Armagh und irischer Primas, gilt als der letzte katholische Märtyrer in England und wurde vor seiner Hinrichtung am 1. Juli 1681 in Tyburn im Newgate-Gefängnis eingekerkert. Seine angeblich originale Zellentür wird – neben anderen Reliquien – in der St. Peter’s Church of Ireland in Drogheda aufbewahrt. Sein Mitgefangener, Freund und seelsorgerischer Begleiter war der Benediktiner Maurus Corker.
- William Kidd (1645–1701), Pirat schottischer Herkunft, war ab Mai 1700 während seines Mordprozesses im Newgate-Gefängnis inhaftiert. Er wurde am 23. Mai 1701 am Execution Dock des Londoner Themse-Gebietes Wapping gehängt.
- Rob Roy (eigentl. Robert Roy MacGregor) (1671–1734), ein schottischer Volksheld und Highland outlaw, der in den 1720er Jahren einige Haftjahre in Newgate verbrachte. Kurz bevor er 1727 nach Barbados deportiert werden sollte, wurde er begnadigt und verbrachte den Rest seines Lebens in Inverlochlarig Beg nahe dem schottischen Dorf Balquhidder.
- Jack Sheppard (1702–1724), einem englischen Räuber, gelang allein 1724 drei Mal die Flucht aus Newgate, bevor er am 16. November desselben Jahres unter großer Anteilnahme des Londoner Publikums in Tyburn gehängt wurde. Seine gelungenen Fluchtversuche sicherten ihm bis heute den Ruf eines englischen Ausbrecherkönigs.
- Jonathan Wild (1683–1725), ein englischer Großkrimineller, der als Anführer einer Diebesbande ein Doppelleben führte und in der Öffentlichkeit als „Generaldiebesfänger von Großbritannien und Irland“ auftrat. 1725 wurde sein Doppelleben aufgedeckt und er wurde zum Tode verurteilt. Seine letzten Tage verbrachte er im Newgate-Gefängnis. Daniel Defoe berichtet, dass die anlässlich seiner Hinrichtung versammelte Menschenmenge die größte je in London zusammengekommene sei.
- Sarah Malcolm (1710–1733), eine Raubmörderin wurde aufgrund der Tatumstände in der Fleet Street gehängt.
- William Dodd (1729–1777), ein bekannter Literat, angesehener Londoner Geistlicher und ehemaliger Hofprediger, der gewisse Mängel in der privaten Lebensführung zeigte und wegen eines gefälschten Schuldscheines am 27. Juni 1777 in Tyburn gehängt wurde.
- Lord George Gordon (1751–1793), der 1780 die Gordon-Unruhen angezettelt hatte, wurde 1787 wegen Beleidigung der französischen Königin und des französischen Botschafters verurteilt. Im Januar 1788 trat er in Newgate eine fünfjährige Haftstrafe an, die er sich jedoch mit Festessen und Tanzveranstaltungen angenehm gestalten konnte. Da er am Ende seiner Haftzeit nicht die erforderlichen „Sicherheiten für ein tadelloses Verhalten“ bieten konnte, blieb er in Newgate und verstarb dort am 1. November 1793.

## Newgate in Schauerliteratur und Romanen
Seit dem frühen 18. Jahrhundert sind zahlreiche Veröffentlichungen erschienen, die unter dem Vorwand moralischer Belehrung und pädagogischer Ermahnung die Fälle von Newgate-Häftlingen – vielfach bis zu ihrer Hinrichtung – dem breiten Publikum darboten. Diese mit makaberen Details garnierten Sensationsberichte erzielten schon um 1750 in England Bestseller-Auflagen, die nur von der Bibel überflügelt werden konnten. Die beliebten Bücher, die sich als Chroniken oder Kalender bezeichneten, warben im Untertitel mit Schlagworten wie z. B. Malefactors’ Bloody Register (dt. „Der Missetäter blutiges Verzeichnis“) oder Villainy Display’d in all its Branches (dt. „Schurkereien, dargestellt in all ihren Abarten“) und werden heute alle zusammen unter dem Literaturbegriff The Newgate Calendar bzw. Newgate-Roman zusammengefasst.
Das Newgate-Gefängnis spielt außerdem in einigen Romanen der Weltliteratur eine düstere Rolle, so z. B. in Daniel Defoes Glück und Unglück der berühmten Moll Flanders (1722), in Charles Dickens Werken Oliver Twist (1839), Barnaby Rudge (1841) und Große Erwartungen (1861) sowie in Michael Crichtons Roman The Great Train Robbery (1975). In der Roman-Reihe Abby Lynn von Rainer M. Schröder wird die Protagonistin Abby zeitweise in Newgate inhaftiert, auch in den Büchern von Rebecca Gablé werden immer wieder Protagonisten für eine begrenzte Zeit im Newgate eingesperrt.

## Newgate im Film
Der Spielfilm Der große Eisenbahnraub beinhaltet eine Flucht aus Newgate. Newgate spielt ebenfalls im Spielfilm V wie Vendetta eine Rolle.